# عبدالناصر الخیاطی
عبدالناصر الخیاطی (هلندی: Abdenasser El Khayati؛ زادهٔ ۷ فوریهٔ ۱۹۸۹) بازیکن فوتبال اهل هلند است.

## باشگاهی
از باشگاه‌هایی که در آن بازی کرده‌است می‌توان به ناک بردا، بارتون آلبیون، کویینز پارک رنجرز، ادو دن هاخ، و القطر اشاره کرد.